# 朝鮮勞動黨黨旗黨徽
朝鲜劳动黨黨旗黨徽是根據《朝鲜劳动党章程》第十一章所規定的黨旗黨徽。

## 朝鲜劳动党历史
1946年7月，北朝鮮共产党与朝鮮新民党合并为北朝鮮劳动党。同年8月28日－30日，在平壤召开北朝鲜劳动党第一次代表大会。同年8月31日，北朝鲜劳动党一届一中全会召开，选举延安派的金枓奉为中央委员会委员长，游击队派的金日成、国内派的朱宁河为中央委员会副委员长，金镕范为中央检阅委员会委员长。
1948年8月，北朝鮮劳动党和南朝鮮劳动党联合建立了以金日成为首的南北朝鮮劳动党联合中央委员会。1949年6月30日，北朝鮮劳动党和南朝鮮劳动党最终合并为朝鮮劳动党。党旗继续沿用。
- 北朝鲜劳动党
- 南朝鲜劳动党

## 象征含义
朝鲜劳动党党徽含义党徽由锤子、镰刀和毛笔组成。锤子代表工人阶级，镰刀代表工人阶级可靠的同盟者——农民，毛笔代表为劳动群众服务的知识分子。锤子、镰刀和毛笔相互交错，表示工人阶级、农民和知识分子紧密团结。